# Marek Wesoły (kolarz)
Marek Wesoły (ur. 4 stycznia 1978 w Gostyniu) – polski kolarz szosowy. Mistrz Polski (2004).

## Kariera sportowa
Był wychowankiem KKS Gostyń. Jeździł także w zawodowych grupach Amore & Vita, Skil-Moser i CCC Polsat. Jego największymi sukcesami w karierze sportowej było mistrzostwo Polski w wyścigu szosowym ze startu wspólnego oraz zwycięstwo w Wyścigu dookoła Mazowsza w 2007. W tym ostatnim wyścigu wygrał łącznie (1 x 2006, 2 x 2007, 1 x 2008).  Wygrywał także pojedyncze etapy w Wyścigu Solidarności (2003, 2 x 2008) i Wyścigu Bałtyk-Karkonosze (2007, 2008). Zakończył karierę po sezonie 2008.